# Собор Різдва в Каїрі
Собор Різдва Христового — коптський православний собор у Ведіані — новій адміністративній столиці Єгипту, близько 45 км на схід від Каїру. Собор замовлений президентом Єгипту Абдель Фаттахом ель-Сісі, і урочисто відкритий 6 січня 2019 року президентом Ель-Сісі та Папою Коптської православної церкви Олександрії Тавадросом II. Це найбільша церква на Близькому Сході та найбільша за площею східна православна церква у світі.

## Історія
У січні 2017 року, після терактів-близнюків, внаслідок яких у грудні 2016 року загинуло щонайменше 27 коптських єгиптян у церкві Святого Петра і Павла в Каїрі, президент Єгипту Абдель Фаттах ель-Сісі доручив побудувати в новій адміністративній столиці найбільші мечеть та церкву, які стануть символами співіснування та національної єдності. Щоб не образити іслам, протягом десятиліть будівництво церков в Єгипті обмежували. У серпні 2017 року парламент Єгипту зняв правові обмеження. Собор був побудований єгипетським президентством та інженерами збройних сил Єгипту.
6 січня 2019 року собор Різдва Христового урочисто відкрили президент ель-Сісі та папа коптської православної церкви Олександрії Тавадрос II. Того ж дня в каплиці собору за участю близько 3000 людей, серед яких були представники з усієї країни, відбулася літургія.

На відкритті президент ель-Сісі сказав:
«Я хочу сказати, що цей момент дуже важливий у нашій історії. Цей випадок — повідомлення про те, що ми не дозволимо нікому сати між нами, і я не люблю вживати термін сектантська боротьба, тому що мусульмани та християни в Єгипті — це одне і буде залишатися одним. Цей випадок являє собою дерево любові, яке ми посадили разом, але це дерево все ще потребує уваги та турботи, щоб його плоди сягали від Єгипту до цілого світу. Сварка не закінчиться, але Бог урятував Єгипет, і він продовжуватиме робити це заради його народу»
 Мечеть Аль-Фаттах Аль-Алеєм відкрито того ж дня. Імам шейх Ахмед Ель-Тайб назвав це «втіленням душі братерства і любові».

## Архітектура

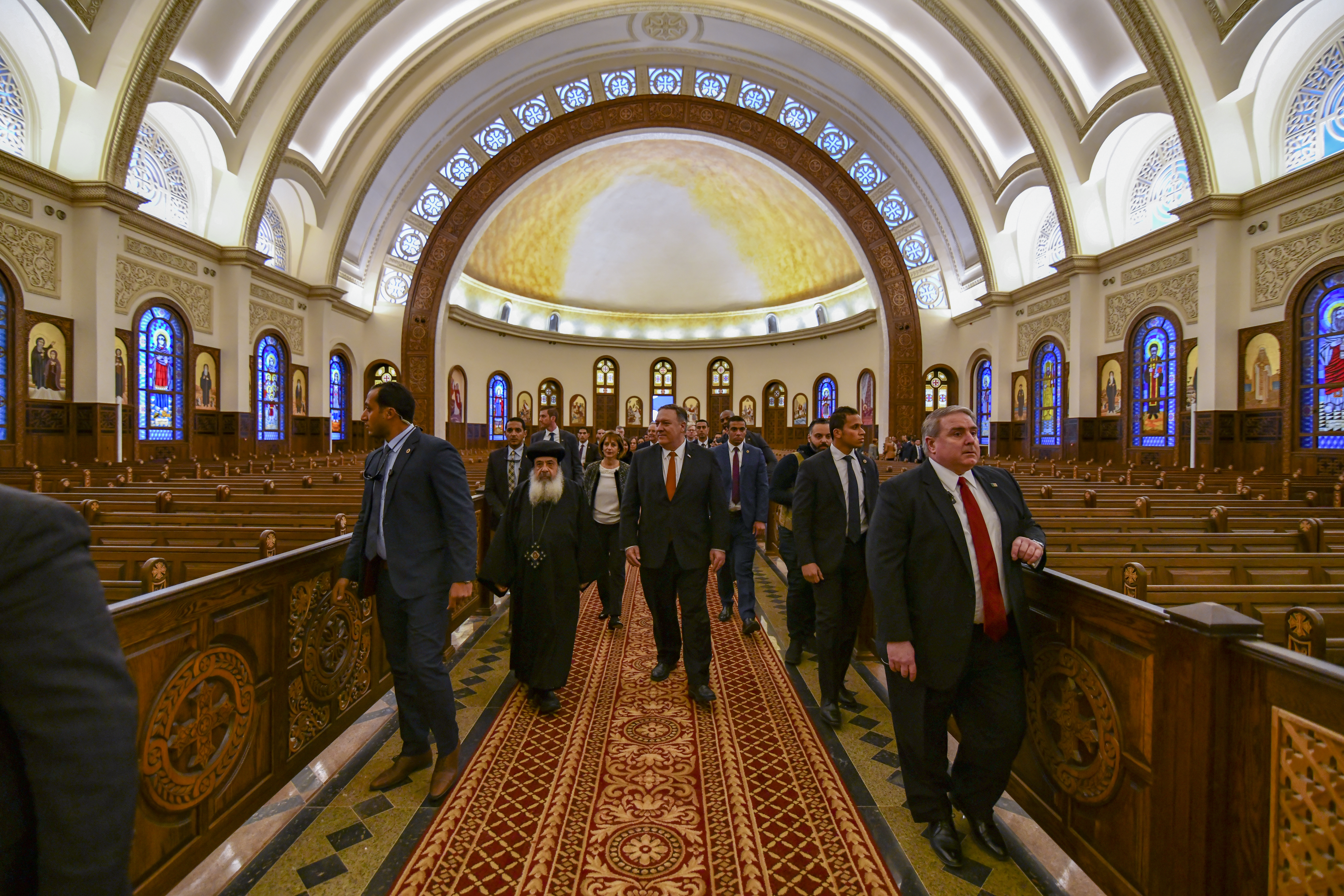
Державний секретар США Майк Помпео відвідує собор у січні 2019 року

Дизайн собору, відповідно до коптської традиції, натхненний ноєвим ковчегом. Він містить папський штаб та головну площу, зал засідань, зал прийому та адміністративні кабінети. Тут є службова будівля, два маяки та двоповерховий підземний гараж. Маяки містять кілька дзвонів у верхній частині і мають коптську конструкцію.